# Битва при Міонессі
Битва при Міонессі — вирішальна морська битва між силами сирійського царя Антіоха III та об'єднаним римсько-родоським флотом, котра відбулась під час Римо-селевкідської війни 192—188 рр. до н. е.

## Передумови
Під час кампанії 190 р. до н. е. флотоводець сирійського царя Поліксенід зміг у битві при Панормі нанести поразку родосцям, котрі блокували його в Ефесі. Як наслідок, командуючий римською експедиційною ескадрою Луцій Емілій Регілл був змушений перейти з головними силами від Геллеспонту, де він готував переправу римської армії до Малої Азії, під Ефес. Втім, операції на Геллеспонті продовжував зі своїми кораблями пергамський цар Евмен. Через певний час родосці у битві при Евримедонті змогли завдати поразки підкріпленням, котрі прямували до Поліксеніда зі східного Середземномор'я. Це не лише позбавило сирійського наварха шансів на зовнішню допомогу, але й призвело до підсилення блокуючих сил — частина родоських суден приєдналась до флоту Емілія (хоча деякі все-таки залишились біля південного узбережжя Малої Азії на випадок повторної спроби ворога пройти до Егеїди).
Втім, завдяки вжитим заходам чисельність ефеської ескадри вдалось збільшити за рахунок місцевих ресурсів, так що тепер вона була навіть більшою, аніж перед першою великою морською битвою цієї війни при Корику. Тому в якийсь момент Антіох III вирішив зав'язати битву з римлянами, допоки вони діяли відокремлено від пергамців та частини родосців. Сирійський цар з військом вирушив по суходолу та обложив союзний пергамцям Колофон, розташоване на південному узбережжя півострова Чешме, навпроти Самосу, де стояв Емілій. Він розраховував, що римляни спробують подати допомогу колофонцям, і це надасть шанс Поліксеніду напасти на них. На суходолі місто оточили облоговими спорудами, котрі тягнулись до самого моря, та підвели під мури насипи і тарани.

Карта Іонії. Позначені згадані у тексті Самос, Ефес, Колофон, Теос та Хіос

Колофонці, котрим загрожувала страшна небезпека, звернулись за допомогою на Самос, проте римський командувач вагався, чи варто зайнятись цією справою. Він швидше волів повернутись назад до Геллеспонту, переправа римської армії через який була ключовою для боротьби з Антіохом, але у підсумку родоський наварх Евдам зміг переконати його, що остаточна перемога над ворожим флотом є значно кориснішою для справи союзників. Втім, спершу римляни, в яких завершувались запаси продовольства, відплили до Хіосу, куди доправляли вантажі з Італії. На своєму шляху Емілій отримав повідомлення, що судна з вином поки не прибули на Хіос через бурю, зате мешканці міста Теос (на узбережжі півострова Чешме західніше від Колофону) готують велику партію цього напою для ворожих військ. Ескадра повернула до Теосу та невдовзі помітила півтора десятки кораблів, за якими організували погоню. Втім, це були не судна царського флоту, а пірати, котрі повертались після розорення узбережжя Хіосу. На своїх легких суднах вони зуміли випередити переслідувачів та сховатись у бухті біля мису Міонесс, заплисти до якої римляни не наважились, оскільки тоді їм було б потрібно пройти під обстрілом піратів з позицій на скелях над проходом. Тому Емілій повернувся до Теосу, став на якір у розташованій неподалік бухті Герестік і почав розорювати поля.
Тим часом Поліксеніду доповіли про дії римлян, і сирійський наварх відплив з наміром повторити свій вдалий маневр із битви у Панормі — застати ворога скупченим у невеликій акваторії з вузьким виходом, напасти на нього з суходолу та змусили прориватись крізь стрій вишикуваних обабіч виходу з бухти кораблів. Проте цей задум зірвався, оскільки теосці, бажаючи запобігти збиткам, прийняли умови римлян та погодились передати їм приготоване для царських вояків вино. Як наслідок, Емілій перемістився із Герестіка у повноцінну міську гавань. На другий день до нього надійшли звістки, що біля острова Макріс (неподалік від Міонесса) стоїть флот. Це були кораблі Поліксеніда, котрий напередодні став тут на якірну стоянку та вичікував на подальший розвиток подій. Римський командувач віддав розпорядження терміново повертатись на кораблі, при цьому серед висланих у місто солдат та матросів виникло сум'яття. Втім, Евдам, котрий першим вийшов у море, вжив значних зусиль для розгортання флоту у відповідний порядок, після чого союзна ескадра вирушила на схід.

## Хід битви
Неподалік від Міонессу вороги побачили один одного — царські кораблі на той момент теж вийшли у море та, зустрівши союзний флот, розгорнулись із похідної колони в бойовий порядок. У Поліксеніда було 89 кораблів (в тому числі 3 гексери та 2 гептери), тоді як його супротивники мали 80 суден, з яких 22 належали родосцям. При цьому частина союзних суден несла на носу на двох висунутих уперед баграх великі залізні жаровні, в яких палав вогонь. Цей прийом раніше дозволив врятуватись обладнаним таким чином кораблям із пастки у Панормі, а тепер змушував ворога відвертати та підставлятись під удари таранів.
Римляни прорвали ворожий стрій у центрі та, розвернувшись, напали на ліве крило з тилу, тоді як з фронту ударів по ньому завдавали родосці. Це невдовзі призвело до паніки у царському флоті, Поліксенід підняв вітрила й утік з поля битви, а за ним рушило й праве крило. Хоча вітер сприяв тим, хто плив до Ефесу, проте втрати сирійців виявились дуже важкими — 13 кораблів були захоплені, а ще 29 згоріли чи затонули. У римлян же лише два судна вибули з ладу через пошкодження, тоді як у родосців один корабель потрапив до рук ворога.
Поразка у морській битві настільки вразила Антіоха, що він не лише відступив від Колофона, але й неочікувано наказав вивести гарнізон із Лісімахії на західному узбережжі Геллеспонту. Римська армія, котра перед тим здійснила непростий марш через Фракію, замість важкої облоги знайшла пусте місто, зібрані у якому припаси дуже знадобились для подальшого розгортання кампанії.
Луцій Емілій Регілл, який тепер уже не очікував від розгромленого ворога активних дій, відплив на Хіос, звідки вислав 30 кораблів під командуванням Луція Емілія Скавра до Геллеспонту, тоді як родосців відпустили додому. Коли ж армія Антіоха ІІІ зазнала вирішальної поразки у битві при Магнезії, Поліксенід зміг покинути Ефес і пройти повз Родос. Втім, у підсумку він не наважився прямувати далі повз родоську ескадру, що стояла біля острова Мегісте (навпроти сучасного турецького міста Каш) та увійшов до гавані Патари на заході Лікії. Тут він полишив кораблі та з небагатьма людьми відправився до Сирії.